# Gonomyia (Leiponeura) walshae
Gonomyia (Leiponeura) walshae is een tweevleugelige uit de familie steltmuggen (Limoniidae). De soort komt voor in het Oriëntaals gebied.